# Міністерство текстильної промисловості Української РСР
Міністерство текстильної промисловості Української РСР — союзно-республіканське міністерство, входило до системи органів текстильної промисловості СРСР і підлягало в своїй діяльності Раді Міністрів УРСР і Міністерству текстильної промисловості СРСР.

## Історія
Створене з Народного комісаріату текстильної промисловості УРСР у березні 1946 року у зв'язку з переформуванням наркоматів. 31 січня 1949 року увійшло до складу Міністерства легкої промисловості УРСР. Окремо існувало з 12 жовтня 1955 по 7 липня 1956 року, коли увійшло до складу Міністерства легкої промисловості УРСР.

## Народні комісари текстильної промисловості УРСР
- Бардієр Федір Федорович (1939—1941)
- Петруша Григорій Іванович (1941—1946)

## Міністри текстильної промисловості УРСР
- Петруша Григорій Іванович (1946—1949)

- Єсипенко Іван Іванович (1955—1956)